# Campeonato Ecuatoriano de Fútbol Serie B 1974
El Campeonato Ecuatoriano de Fútbol Serie B 1974, conocido oficialmente como «Campeonato Nacional de Fútbol Serie B 1974», fue la 4.ª y 5.ª edición del Campeonato nacional de fútbol profesional de la Serie B en Ecuador si se cuentan como torneos cortos y 3.ª en años. El torneo fue organizado por la Asociación Ecuatoriana de Fútbol (hoy Federación Ecuatoriana de Fútbol). Por segunda vez hubo ascenso a mitad de año, subían los 2 primeros al final de la Primera etapa, mientras que en la Segunda etapa debían de subir los 2 primeros al final de la misma pero hubo una particularidad, en el torneo corto correspondiente a la segunda etapa terminaron como campeón y subcampeón los cuadros del Aucas y Deportivo Quito, dichos equipos no podrían subir a la Serie A, ya que uno de los reglamentos de la época no permitían que las federaciones provinciales de fútbol, tuvieran más de 4 equipos, dicha regla se estipuló antes de que comenzara el torneo de 1972 y que tuvo su efecto en el mini-torneo de promoción entre los cuadros de Liga Deportiva Universitaria, Aucas y Universidad Católica, tras ello los que ascenderían en su lugar, serían los cuadros de 9 de Octubre y Carmen Mora, tras ellos los clubes quiteños en cuestión reclamaron ya que ellos lograron el ascenso en la cancha, tras varias deliberaciones la AEF (hoy FEF) decidió que los equipos que descendieron en la segunda etapa del torneo de 1974 que fueron el Emelec y Liga Deportiva Universitaria de Portoviejo ya no descendieran y a cambio se decidió que los 4 equipos implicados 9 de Octubre, Carmen Mora, Aucas y Deportivo Quito lograran el ascenso para que el Campeonato Ecuatoriano de Fútbol 1975 tuviera 12 participantes. Por primera vez no tuvo la particularidad que para declarar al goleador del campeonato se tomaba en cuenta la Serie B.
Liga Deportiva Universitaria obtuvo su primer título en su historia al lograr ganar la Primera etapa y Aucas logró su primer título en el de la Segunda etapa.

## Sistema de juego
El Campeonato Ecuatoriano de la Serie B 1974 se jugó de la siguiente manera:
Primera etapa
Se jugó a una sola etapa en encuentros de ida y vuelta (14 fechas) de las cuales los dos equipos el mejor de la tabla sería proclamado campeón y al segundo mejor ubicado sería el subcampeón así mismo ambos equipos jugarían en la 2.ª etapa del Campeonato Ecuatoriano de Fútbol 1974.
Segunda etapa
Se jugó a una sola etapa en encuentros de ida y vuelta (14 fechas) de los cuales los equipos con mayor cantidad de puntos serían reconocidos como campeón y subcampeón y lograrían jugar en el Campeonato Ecuatoriano de Fútbol 1975 en el caso de que los ascendidos sean de una misma asociación provincial y que tengan más de equipos en la Serie A sus cupos estarían ocupados por los equipo que hayan terminado en el 3.º y 4.º lugar, mientras que para el descenso a la Segunda Categoría, el equipo que termine último en la tabla acumulada y que haya jugado las dos etapas, sería el que descienda de manera directa, mientras que el otro descendido saldría entre un partido en el cual disputarían el equipo que haya quedado penúltimo en la 2.ª etapa ante el penúltimo de la tabla acumulada que haya jugado los dos etapas.

## Primera etapa

### Relevo anual de clubes
| Pos. | de la Primera Categoría |
| ---- | ----------------------- |
| 1º   | América de Quito        |
| 2º   | 9 de Octubre            |

| Pos.  | de la Segunda Categoría de Pichincha |
| ----- | ------------------------------------ |
| 1º    | Liga de Quito                        |
| Prom. | Aucas                                |

| Pos. | de la Segunda Categoría de Chimborazo |
| ---- | ------------------------------------- |
| 1º   | Olmedo                                |

| Pos. | de la Segunda Categoría del Guayas |
| ---- | ---------------------------------- |
| 1º   | Everest                            |

| Pos. | de la Segunda Categoría de Manabí |
| ---- | --------------------------------- |
| 1º   | Manta Sport                       |

| Pos. | de la Segunda Categoría de El Oro |
| ---- | --------------------------------- |
| 1º   | Carmen Mora                       |

### Datos de los clubes
| Equipo           | Ciudad                                                | Provincia  |
| ---------------- | ----------------------------------------------------- | ---------- |
| América de Quito | Quito                                                 | Pichincha  |
| Aucas            | Quito                                                 | Pichincha  |
| Carmen Mora      | Machala / Pasaje                                      | El Oro     |
| Everest          | Guayaquil                                             | Guayas     |
| Liga de Quito    | Quito                                                 | Pichincha  |
| Manta Sport      | [[Archivo:\|20x20px\|border\|Bandera de Manta]] Manta | Manabí     |
| Olmedo           | Riobamba                                              | Chimborazo |
| 9 de Octubre     | Guayaquil                                             | Guayas     |

### Equipos por ubicación geográfica
| Provincia  | N.º | Equipos                                    |
| ---------- | --- | ------------------------------------------ |
| Pichincha  | 3   | - América de Quito - Aucas - Liga de Quito |
| Guayas     | 2   | - Everest - 9 de Octubre                   |
| Chimborazo | 1   | - Olmedo                                   |
| El Oro     | 1   | - Carmen Mora                              |
| Manabí     | 1   | - Manta Sport                              |

| Manta Sport Carmen Mora Everest 9 de Octubre Liga de Quito Aucas América de Quito Olmedo |

### Partidos y resultados
| Fecha 1       | Fecha 1   | Fecha 1          |
| Equipo Local  | Resultado | Equipo Visitante |
| ------------- | --------- | ---------------- |
| Everest       | 1 - 2     | América de Quito |
| Manta Sport   | 1 - 4     | 9 de Octubre     |
| Liga de Quito | 3 - 1     | Olmedo           |
| Aucas         | 1 - 1     | Carmen Mora      |

| Fecha 2      | Fecha 2   | Fecha 2          |
| Equipo Local | Resultado | Equipo Visitante |
| ------------ | --------- | ---------------- |
| 9 de Octubre | 0 - 0     | Liga de Quito    |
| Carmen Mora  | 0 - 1     | Everest          |
| Olmedo       | 3 - 1     | Manta Sport      |
| Aucas        | 2 - 1     | América de Quito |

| Fecha 3          | Fecha 3   | Fecha 3          |
| Equipo Local     | Resultado | Equipo Visitante |
| ---------------- | --------- | ---------------- |
| Everest          | 0 - 0     | Olmedo           |
| Manta Sport      | 1 - 1     | Aucas            |
| Liga de Quito    | 6 - 1     | Carmen Mora      |
| América de Quito | 2 - 0     | 9 de Octubre     |

| Fecha 4          | Fecha 4   | Fecha 4          |
| Equipo Local     | Resultado | Equipo Visitante |
| ---------------- | --------- | ---------------- |
| 9 de Octubre     | 1 - 1     | Everest          |
| Carmen Mora      | 5 - 1     | Manta Sport      |
| Olmedo           | 0 - 0     | Aucas            |
| América de Quito | 0 - 1     | Liga de Quito    |

| Fecha 5          | Fecha 5   | Fecha 5          |
| Equipo Local     | Resultado | Equipo Visitante |
| ---------------- | --------- | ---------------- |
| 9 de Octubre     | 2 - 2     | Carmen Mora      |
| Manta Sport      | 1 - 1     | Liga de Quito    |
| Aucas            | 3 - 0     | Everest          |
| América de Quito | 1 - 0     | Olmedo           |

| Fecha 6      | Fecha 6   | Fecha 6          |
| Equipo Local | Resultado | Equipo Visitante |
| ------------ | --------- | ---------------- |
| Everest      | 1 - 0     | Manta Sport      |
| Carmen Mora  | 2 - 1     | América de Quito |
| Olmedo       | 4 - 1     | 9 de Octubre     |
| Aucas        | 0 - 2     | Liga de Quito    |

| Fecha 7          | Fecha 7   | Fecha 7          |
| Equipo Local     | Resultado | Equipo Visitante |
| ---------------- | --------- | ---------------- |
| 9 de Octubre     | 3 - 2     | Aucas            |
| Carmen Mora      | 1 - 0     | Olmedo           |
| Liga de Quito    | 2 - 0     | Everest          |
| América de Quito | 1 - 0     | Manta Sport      |

| Fecha 8          | Fecha 8   | Fecha 8          |
| Equipo Local     | Resultado | Equipo Visitante |
| ---------------- | --------- | ---------------- |
| 9 de Octubre     | 3 - 3     | Manta Sport      |
| Carmen Mora      | 2 - 1     | Aucas            |
| Olmedo           | 1 - 0     | Liga de Quito    |
| América de Quito | 2 - 1     | Everest          |

| Fecha 9          | Fecha 9   | Fecha 9          |
| Equipo Local     | Resultado | Equipo Visitante |
| ---------------- | --------- | ---------------- |
| Everest          | 1 - 0     | Carmen Mora      |
| Manta Sport      | 4 - 0     | Olmedo           |
| América de Quito | 2 - 3     | Aucas            |
| Liga de Quito    | 2 - 2     | 9 de Octubre     |

| Fecha 10     | Fecha 10  | Fecha 10         |
| Equipo Local | Resultado | Equipo Visitante |
| ------------ | --------- | ---------------- |
| 9 de Octubre | 2 - 3     | América de Quito |
| Carmen Mora  | 0 - 1     | Liga de Quito    |
| Olmedo       | 2 - 1     | Everest          |
| Aucas        | 2 - 1     | Manta Sport      |

| Fecha 11      | Fecha 11  | Fecha 11         |
| Equipo Local  | Resultado | Equipo Visitante |
| ------------- | --------- | ---------------- |
| Everest       | 0 - 5     | 9 de Octubre     |
| Manta Sport   | 0 - 0     | Carmen Mora      |
| Aucas         | 2 - 1     | Olmedo           |
| Liga de Quito | 4 - 1     | América de Quito |

| Fecha 12      | Fecha 12  | Fecha 12         |
| Equipo Local  | Resultado | Equipo Visitante |
| ------------- | --------- | ---------------- |
| Everest       | 0 - 1     | Aucas            |
| Carmen Mora   | 2 - 1     | 9 de Octubre     |
| Olmedo        | 0 - 1     | América de Quito |
| Liga de Quito | 3 - 1     | Manta Sport      |

| Fecha 13          | Fecha 13  | Fecha 13         |
| Equipo Local      | Resultado | Equipo Visitante |
| ----------------- | --------- | ---------------- |
| 9 de Octubre      | 5 - 0     | Olmedo           |
| Manta Sport       | 3 - 0     | Everest          |
| Liga de Quito (C) | 3 - 1     | Aucas            |
| América de Quito  | 1 - 0     | Carmen Mora      |

| Fecha 14     | Fecha 14  | Fecha 14              |
| Equipo Local | Resultado | Equipo Visitante      |
| ------------ | --------- | --------------------- |
| Everest      | 3 - 1     | Liga de Quito         |
| Manta Sport  | 1 - 3     | América de Quito (SC) |
| Olmedo       | 1 - 1     | Carmen Mora           |
| Aucas        | 1 - 2     | 9 de Octubre          |

### Tabla de posiciones
|  |  |    | Equipo           | PJ | PG | PE | PP | GF | GC | DG  | PTS |
|  |  | -- | ---------------- | -- | -- | -- | -- | -- | -- | --- | --- |
|  |  | 1. | Liga de Quito    | 14 | 9  | 3  | 2  | 29 | 12 | +17 | 21  |
|  |  | 2. | América de Quito | 14 | 9  | 0  | 5  | 21 | 16 | +5  | 18  |
|  |  | 3. | 9 de Octubre     | 14 | 5  | 5  | 4  | 32 | 23 | +9  | 15  |
|  |  | 4. | Aucas            | 14 | 6  | 3  | 5  | 20 | 19 | +1  | 15  |
|  |  | 5. | Carmen Mora      | 14 | 5  | 4  | 5  | 17 | 18 | -1  | 14  |
|  |  | 6. | Olmedo           | 14 | 4  | 3  | 7  | 13 | 21 | -8  | 11  |
|  |  | 7. | Everest          | 14 | 4  | 2  | 8  | 10 | 22 | -12 | 10  |
|  |  | 8. | Manta Sport      | 14 | 3  | 4  | 7  | 19 | 25 | -6  | 10  |

PJ = Partidos jugados; PG = Partidos ganados; PE = Partidos empatados; PP = Partidos perdidos; GF = Goles a favor; GC = Goles en contra; DG = Diferencia de gol; PTS = Puntos
|  | Campeón, ascendió a la Segunda etapa de la Serie A 1974.    |
|  | Subcampeón, ascendió a la Segunda etapa de la Serie A 1974. |

### Campeón
|                                                                                         |
| Liga Deportiva Universitaria 1.er título Ascendió a la Segunda etapa de la Serie A 1974 |
| También ascendió Club Deportivo América como subcampeón.                                |

## Segunda etapa

### Relevo semestral de clubes
| Pos. | de la Primera etapa de la Serie A |
| ---- | --------------------------------- |
| 7º   | Deportivo Quito                   |
| 8º   | Macará                            |

| Pos. | de la Primera etapa de la Serie B |
| ---- | --------------------------------- |
| 1º   | Liga de Quito                     |
| 2º   | América de Quito                  |

### Datos de los clubes
| Equipo          | Ciudad                                                | Provincia  |
| --------------- | ----------------------------------------------------- | ---------- |
| Aucas           | Quito                                                 | Pichincha  |
| Carmen Mora     | Machala / Pasaje                                      | El Oro     |
| Deportivo Quito | Quito                                                 | Pichincha  |
| Everest         | Guayaquil                                             | Guayas     |
| Macará          | Ambato                                                | Tungurahua |
| Manta Sport     | [[Archivo:\|20x20px\|border\|Bandera de Manta]] Manta | Manabí     |
| Olmedo          | Riobamba                                              | Chimborazo |
| 9 de Octubre    | Guayaquil                                             | Guayas     |

### Equipos por ubicación geográfica
| Provincia  | N.º | Equipos                   |
| ---------- | --- | ------------------------- |
| Guayas     | 2   | - Everest - 9 de Octubre  |
| Pichincha  | 2   | - Aucas - Deportivo Quito |
| Chimborazo | 1   | - Olmedo                  |
| El Oro     | 1   | - Carmen Mora             |
| Manabí     | 1   | - Manta Sport             |
| Tungurahua | 1   | - Macará                  |

| Manta Sport Carmen Mora Everest 9 de Octubre Deportivo Quito Aucas Olmedo Macará |

### Partidos y resultados
| Fecha 1      | Fecha 1   | Fecha 1          |
| Equipo Local | Resultado | Equipo Visitante |
| ------------ | --------- | ---------------- |
| 9 de Octubre | 5 - 0     | Manta Sport      |
| Carmen Mora  | 3 - 0     | Aucas            |
| Olmedo       | 1 - 0     | Everest          |
| Macará       | 4 - 1     | Deportivo Quito  |

| Fecha 2      | Fecha 2   | Fecha 2          |
| Equipo Local | Resultado | Equipo Visitante |
| ------------ | --------- | ---------------- |
| Everest      | 1 - 1     | Deportivo Quito  |
| Manta Sport  | 0 - 0     | Carmen Mora      |
| Macará       | 2 - 0     | Olmedo           |
| Aucas        | 0 - 0     | 9 de Octubre     |

| Fecha 3         | Fecha 3   | Fecha 3          |
| Equipo Local    | Resultado | Equipo Visitante |
| --------------- | --------- | ---------------- |
| 9 de Octubre    | 4 - 1     | Macará           |
| Carmen Mora     | 4 - 3     | Everest          |
| Olmedo          | 2 - 1     | Aucas            |
| Deportivo Quito | 4 - 3     | Manta Sport      |

| Fecha 4         | Fecha 4   | Fecha 4          |
| Equipo Local    | Resultado | Equipo Visitante |
| --------------- | --------- | ---------------- |
| Everest         | 1 - 1     | 9 de Octubre     |
| Manta Sport     | 2 - 0     | Olmedo           |
| Macará          | 1 - 1     | Carmen Mora      |
| Deportivo Quito | 1 - 2     | Aucas            |

| Fecha 5      | Fecha 5   | Fecha 5          |
| Equipo Local | Resultado | Equipo Visitante |
| ------------ | --------- | ---------------- |
| Everest      | 2 - 0     | Macará           |
| Carmen Mora  | 1 - 0     | 9 de Octubre     |
| Olmedo       | 3 - 0     | Deportivo Quito  |
| Aucas        | 1 - 1     | Manta Sport      |

| Fecha 6      | Fecha 6   | Fecha 6          |
| Equipo Local | Resultado | Equipo Visitante |
| ------------ | --------- | ---------------- |
| 9 de Octubre | 2 - 1     | Olmedo           |
| Manta Sport  | 1 - 1     | Everest          |
| Carmen Mora  | 0 - 0     | Deportivo Quito  |
| Aucas        | 1 - 0     | Macará           |

| Fecha 7         | Fecha 7   | Fecha 7          |
| Equipo Local    | Resultado | Equipo Visitante |
| --------------- | --------- | ---------------- |
| Everest         | 2 - 2     | Aucas            |
| Macará          | 1 - 1     | Manta Sport      |
| Olmedo          | 3 - 1     | Carmen Mora      |
| Deportivo Quito | 0 - 0     | 9 de Octubre     |

| Fecha 8         | Fecha 8   | Fecha 8          |
| Equipo Local    | Resultado | Equipo Visitante |
| --------------- | --------- | ---------------- |
| Everest         | 0 - 1     | Olmedo           |
| Manta Sport     | 1 - 4     | 9 de Octubre     |
| Deportivo Quito | 2 - 0     | Macará           |
| Aucas           | 2 - 1     | Carmen Mora      |

| Fecha 9         | Fecha 9   | Fecha 9          |
| Equipo Local    | Resultado | Equipo Visitante |
| --------------- | --------- | ---------------- |
| 9 de Octubre    | 1 - 2     | Aucas            |
| Carmen Mora     | 2 - 0     | Manta Sport      |
| Olmedo          | 1 - 1     | Macará           |
| Deportivo Quito | 3 - 1     | Everest          |

| Fecha 10     | Fecha 10  | Fecha 10         |
| Equipo Local | Resultado | Equipo Visitante |
| ------------ | --------- | ---------------- |
| Everest      | 1 - 1     | Carmen Mora      |
| Manta Sport  | 1 - 2     | Deportivo Quito  |
| Macará       | 1 - 1     | 9 de Octubre     |
| Aucas        | 1 - 0     | Olmedo           |

| Fecha 11     | Fecha 11  | Fecha 11         |
| Equipo Local | Resultado | Equipo Visitante |
| ------------ | --------- | ---------------- |
| 9 de Octubre | 0 - 0     | Everest          |
| Carmen Mora  | 3 - 1     | Macará           |
| Olmedo       | 0 - 2     | Manta Sport      |
| Aucas        | 0 - 1     | Deportivo Quito  |

| Fecha 12        | Fecha 12  | Fecha 12         |
| Equipo Local    | Resultado | Equipo Visitante |
| --------------- | --------- | ---------------- |
| 9 de Octubre    | 2 - 2     | Carmen Mora      |
| Manta Sport     | 1 - 1     | Aucas            |
| Macará          | 2 - 1     | Everest          |
| Deportivo Quito | 3 - 0     | Olmedo           |

| Fecha 13        | Fecha 13  | Fecha 13         |
| Equipo Local    | Resultado | Equipo Visitante |
| --------------- | --------- | ---------------- |
| Everest         | 1 - 2     | Manta Sport      |
| Macará          | 0 - 0     | Aucas            |
| Olmedo          | 3 - 1     | 9 de Octubre     |
| Deportivo Quito | 2 - 0     | Carmen Mora      |

| Fecha 14     | Fecha 14  | Fecha 14         |
| Equipo Local | Resultado | Equipo Visitante |
| ------------ | --------- | ---------------- |
| 9 de Octubre | 3 - 0     | Deportivo Quito  |
| Manta Sport  | 1 - 0     | Macará           |
| Carmen Mora  | 0 - 0     | Olmedo           |
| Aucas (C)    | 5 - 0     | Everest          |

### Tabla de posiciones
|  |  |    | Equipo          | PJ | PG | PE | PP | GF | GC | DG  | PTS |
|  |  | -- | --------------- | -- | -- | -- | -- | -- | -- | --- | --- |
|  |  | 1. | Aucas           | 14 | 6  | 5  | 3  | 18 | 13 | +5  | 17  |
|  |  | 2. | Deportivo Quito | 14 | 7  | 3  | 4  | 20 | 18 | +2  | 17  |
|  |  | 3. | 9 de Octubre    | 14 | 5  | 6  | 3  | 24 | 13 | +11 | 16  |
|  |  | 4. | Carmen Mora     | 14 | 5  | 6  | 3  | 21 | 15 | +6  | 16  |
|  |  | 5. | Olmedo          | 14 | 6  | 2  | 6  | 15 | 16 | -1  | 14  |
|  |  | 6. | Manta Sport     | 14 | 4  | 5  | 5  | 16 | 22 | -6  | 13  |
|  |  | 7. | Macará          | 14 | 3  | 5  | 6  | 14 | 19 | -5  | 11  |
|  |  | 8. | Everest         | 14 | 1  | 6  | 7  | 14 | 23 | -9  | 8   |

PJ = Partidos jugados; PG = Partidos ganados; PE = Partidos empatados; PP = Partidos perdidos; GF = Goles a favor; GC = Goles en contra; DG = Diferencia de gol; PTS = Puntos
|  | Campeón, ascendió a la Serie A 1975.    |
|  | Subcampeón, ascendió a la Serie A 1975. |
|  | Ascendieron a la Serie A 1975.          |

### Campeón
| |
| Sociedad Deportiva Aucas 1.er título Ascendió a la Serie A 1975 |
| También ascendió Sociedad Deportivo Quito como subcampeón. |
| También ascendieron 9 de Octubre Fútbol Club como 3.º puesto de la tabla de posiciones de la Segunda etapa y 2.º puesto de la tabla acumulada y Club Deportivo Carmen Mora de Encalada como 4.º puesto de la tabla de posiciones de la Segunda etapa y 3.º puesto de la tabla acumulada. |

## Tabla acumulada
|  |  |     | Equipo           | PJ | PG | PE | PP | GF | GC | DG  | PTS |
|  |  | --- | ---------------- | -- | -- | -- | -- | -- | -- | --- | --- |
|  |  | 1.  | Aucas            | 28 | 12 | 8  | 8  | 38 | 32 | +6  | 32  |
|  |  | 2.  | 9 de Octubre     | 28 | 10 | 11 | 7  | 56 | 36 | +20 | 31  |
|  |  | 3.  | Carmen Mora      | 28 | 10 | 10 | 8  | 38 | 33 | +5  | 30  |
|  |  | 4.  | Olmedo           | 28 | 10 | 5  | 13 | 28 | 37 | -9  | 25  |
|  |  | 5.  | Liga de Quito    | 14 | 9  | 3  | 2  | 29 | 12 | +17 | 21  |
|  |  | 6.  | Manta Sport      | 28 | 7  | 9  | 12 | 35 | 47 | -12 | 21  |
|  |  | 7.  | América de Quito | 14 | 9  | 0  | 5  | 21 | 16 | +5  | 18  |
|  |  | 8.  | Deportivo Quito  | 14 | 7  | 3  | 4  | 20 | 18 | +2  | 17  |
|  |  | 9.  | Everest          | 28 | 5  | 8  | 15 | 24 | 45 | -21 | 18  |
|  |  | 10. | Macará           | 14 | 3  | 5  | 6  | 14 | 19 | -5  | 11  |

PJ = Partidos jugados; PG = Partidos ganados; PE = Partidos empatados; PP = Partidos perdidos; GF = Goles a favor; GC = Goles en contra; DG = Diferencia de gol; PTS = Puntos
|  | Ascendieron a la Serie A como Campeones.    |
|  | Ascendieron a la Serie A como Subcampeones. |
|  | Ascendieron a la Serie A.                   |
|  | Disputaron los Juegos de Promoción.         |
|  | Descendió a la Segunda Categoría.           |

## Juegos de Promoción
La disputaron entre Manta Sport y Macará, ganando el cuadro pesquero.
| Ciudad | Equipo local | Resultado | Equipo visitante |
| --- | ------------ | --------- | ---------------- |
| Ambato | Macará       | 0 - 1     | Manta Sport      |
| Manta | Manta Sport  | 2 - 2     | Macará           |
| Manta Sport permaneció en la Serie B al ganar los Juegos de Promoción con el marcador global de 3-2 y Macará descendió a la Segunda Categoría de 1975. |              |           |                  |